# Elizabeth Enright
Elizabeth Enright (1909 - 8 juin 1968) est une romancière américaine, auteur d'une cinquantaine de romans pour enfants ou pour adultes. Son livre Thimble Summer, remporta la médaille Newbery en 1938; parmi ses autres romans, citons la série de Gone-Away Lake (publiée entre 1955 et 1957).